# Ján Ďurica
Ján Ďurica (Dunajská Streda, 10 december 1981) is een Slowaaks voetballer die bij voorkeur in de verdediging speelt.

## Clubcarrière
Hij tekende in 2009 een contract bij Lokomotiv Moskou, dat hem in januari 2010 verhuurde aan Hannover 96. In 2016 werd Ďurica wederom verhuurd. Dit keer aan het Turkse Trabzonspor.

## Interlandcarrière
Op 9 juli 2004 debuteerde Ďurica in het nationale elftal van Slowakije, waarvoor hij daarna meer dan zestig interlands speelde. Hij speelde voor het nationale team in onder meer alle vier de wedstrijden van Slowakije op het WK 2010, de eerste deelname aan een wereldkampioenschap in de historie van het Midden-Europese land. Met Slowakije nam Ďurica deel aan het Europees kampioenschap voetbal 2016 in Frankrijk. Slowakije werd in de achtste finale uitgeschakeld door Duitsland (0–3).